# Моховая башня
Маховая (Моховая) башня — одна из сохранившихся до наших дней башен Смоленской крепостной стены.

## Описание
Маховая башня находится в составе фрагмента крепостной стены в Парке Пионеров, одной стороной выходя на улицу Барклая-де-Толли, а другой — на площадь Победы. Представляет собой четырёхугольную глухую башню. Башня и примыкающие к ней прясла ранее реставрировались и покрыты крышей. Когда-то на первом этаже башни располагалось фотоателье. Сейчас в ней открыт музей «Смоленские украсы».

## История башни

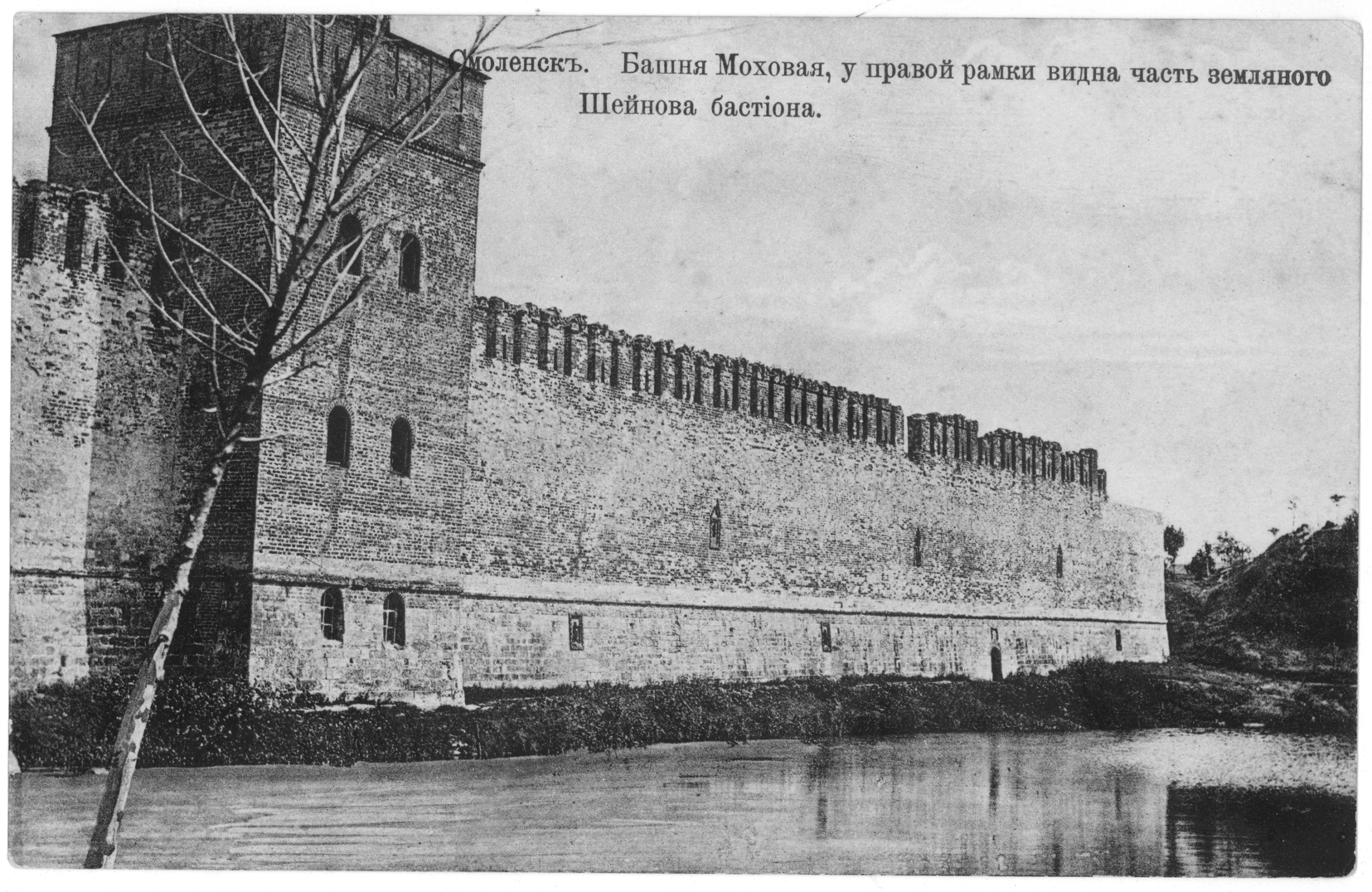
Моховая башня на открытке начала XX века

Находилась между Молоховскими воротами (не сохранились) и Грановитой башней, на месте которой в настоящее время располагается Шеинов бастион. Своё название Маховая башня получила, по одной версии, от имени посадского человека Ивана Маховцева, который руководил обороной башни во время осады Смоленска польскими войсками в 1609—1611 годах, по другой версии — от того, что с башни во время обороны подавались сигналы зрительного восприятия, и она являлась дозорной башней при Молоховских воротах.
В 1884 году в башне был устроен архив Смоленской губернии. К началу XX века она входила в комплекс Сосновского сада (ныне — Парк Пионеров). После Октябрьской революции 1917 года в башне был размещён музей городского строительства, а в 1930-е годы — кабинет охраны памятников.
Во время оккупации Смоленска в годы Великой Отечественной войны у башни и прилегающих к ней прясел стены производились массовые расстрелы советских граждан. В настоящее время у стены находится братская могила.

## Музейная история
На протяжении XX века Маховая башня использовалась как музейная площадка. Ещё в первые годы советской власти в ней находился Музей городского строительства, а после Великой Отечественной войны — Музей пионерской славы. В начале 1990-х годов решением Смоленского горисполкома башня была передана Дворцу творчества детей и юношества для создания этнографического музея «Смоленские украсы» и размещения в ней экспонатов собранных детским туристическим клубом «Гамаюн». Официально музей был открыт в сентябре 1993 года, но долгое время испытывал ряд организационных проблем — отсутствие отопления в башне плохо сказывалось на сохранности экспонатов.

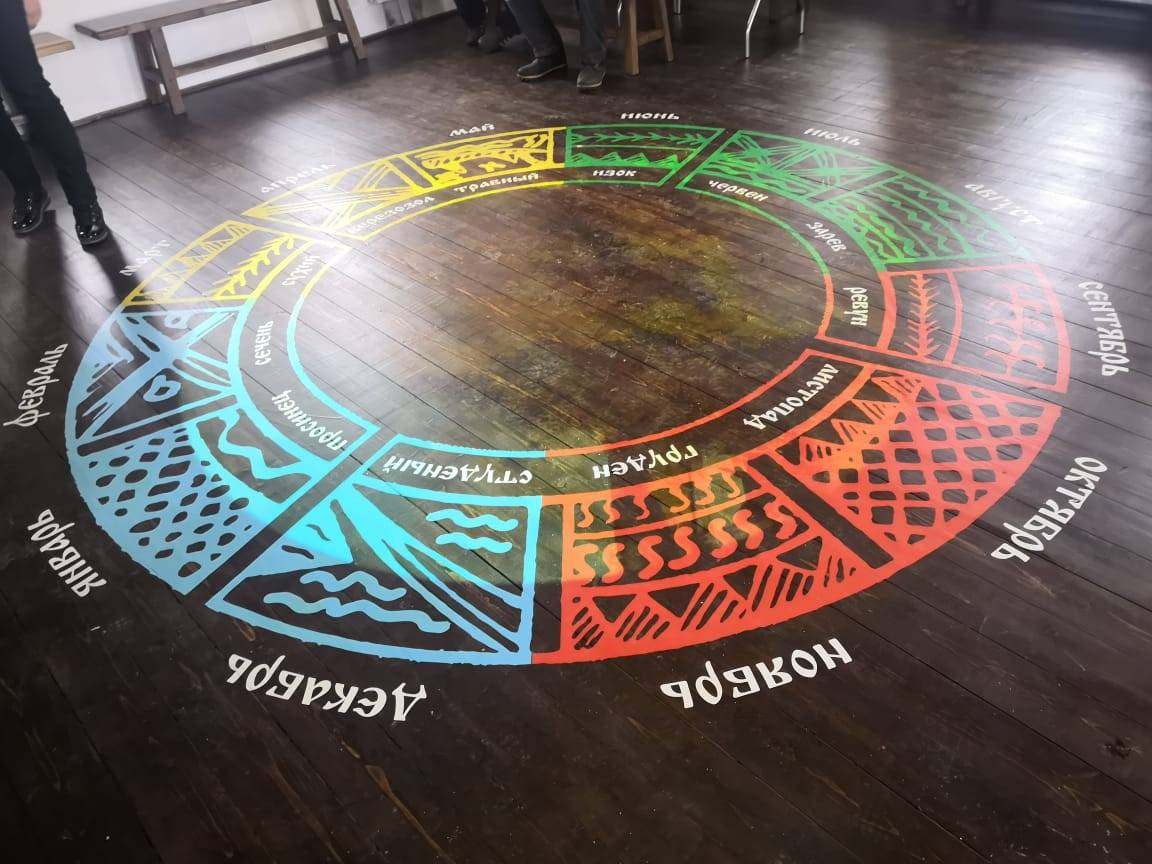
Славянский календарь на полу третьего яруса башни

Повторное открытие музея состоялось в феврале 2016 года, когда по инициативе В. И. Грушенко энтузиасты из туристического клуба «Гамаюн» и исторического клуба «Истоки» своими силами и на собственные средства привели экспозицию и помещение музея в надлежащий вид. Изменилась и экспозиция музея: на первом этаже размещались экспонаты гончарного и ткацкого ремесла, на втором этаже представлены предметы из металла, на третьем этаже реконструкторами клуба «Истоки» была создана экспозиция, восстанавливающая быт славян IX—XI веков. Поскольку при отсутствии финансирования электрическое освещение в помещения башни так и не удалось провести, музей принимал экскурсионные группы только в светлое время суток.
В 2018 году Российское военно-историческое общество реализовало проект реконструкции Маховой башни, в результате которой в её помещения было проведено отопление и освещение, отреставрированы и покрыты орнаментированными рисунками внутренние стены. По замыслу создателей музея экспозиция, посвящённая истории и традиционной культуре Смоленской земли, поделена на три части (в соответствии с трёхъярусной архитектурой башни). Первый ярус музея посвящён теме Матери Земли как женского начала и источника жизни. Экспозиция второго яруса — теме огня и мужского начала, воина и созидателя. Третий ярус представляет собой пространство годового жизненного цикла человека согласно природному календарю с народными праздничными обрядами.